# Kalappanaickenpatti
Kalappanaickenpatti es una ciudad y nagar Panchayat situada en el distrito de Namakkal en el estado de Tamil Nadu (India). Su población es de 10831 habitantes (2011).

## Demografía
Según el censo de 2011 la población de Kalappanaickenpatti era de 10831 habitantes, de los cuales 5444 eran hombres y 5387 eran mujeres. Kalappanaickenpatti tiene una tasa media de alfabetización del 73,38%, inferior a la media estatal del 80,09%: la alfabetización masculina es del 81,48%, y la alfabetización femenina del 65,29%.